# Delikatesse

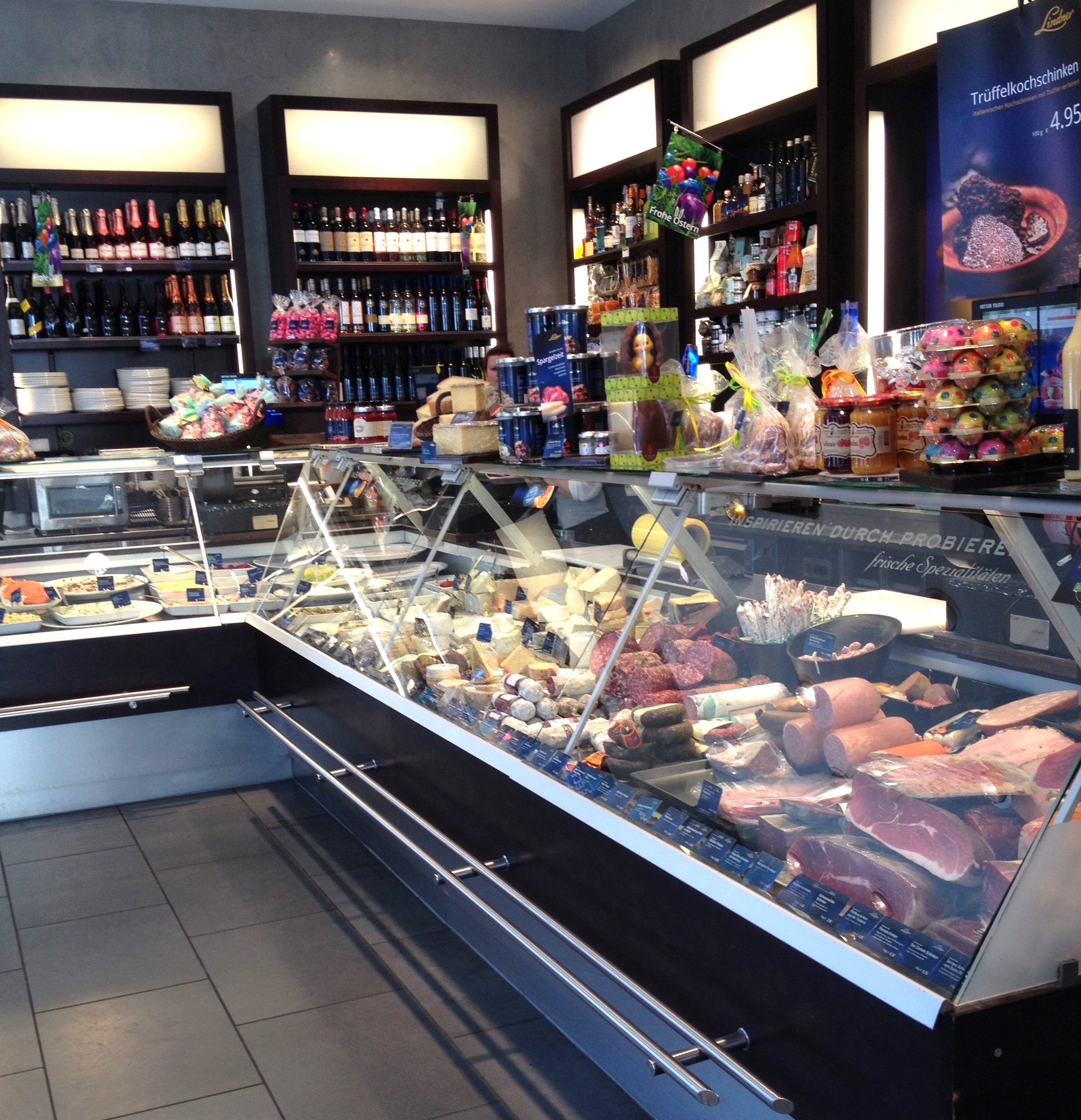
Delikatessenhändler in Berlin

Als Delikatesse (von frz. délicat‚ fein, delikat, empfindlich, heikel, zart‘, délicatesse‚ Feingefühl, Zierlichkeit, Feinheit, Behutsamkeit‘) bezeichnet man seit dem späten 16. Jahrhundert erlesene Dinge. Heute versteht man darunter vor allem Speisen, die auch als Feinkost bezeichnet werden. Die Hauptbedeutung des Begriffs war aber zunächst empfindlich oder heikel.
Im heutigen Sprachgebrauch sind Delikatessen Speisen und Getränke, die durch einen besonderen Wohlgeschmack erfreuen. Synonyme zu Delikatesse sind unter anderem Leckerbissen, „Leckerei“, „Gaumenkitzler“, „Schmankerl“ und „Schmackofatz“ (von polnisch smakować 'schmecken'). Obwohl die Delikatesse bis auf wenige Ausnahmen wie Kaviar, Garnelen oder Hummer eigentlich eine Leistung der Kochkunst ist, gelten zunehmend nur noch luxuriöse und entsprechend kostspielige Nahrungs- und Genussmittel als Delikatessen.
Dabei ist die Auffassung, was eine Delikatesse ist, Trends unterworfen, die auch historische und außereuropäische Essgewohnheiten einbeziehen. So waren viele auf Steinpilzen und Pfifferlingen oder auf dem Hering basierende Gerichte lange Zeit ein Arme-Leute-Essen und sind heute zu Delikatessen avanciert. Wildbret gehört ebenfalls zu den Delikatessen.

## Sprachgeschichte

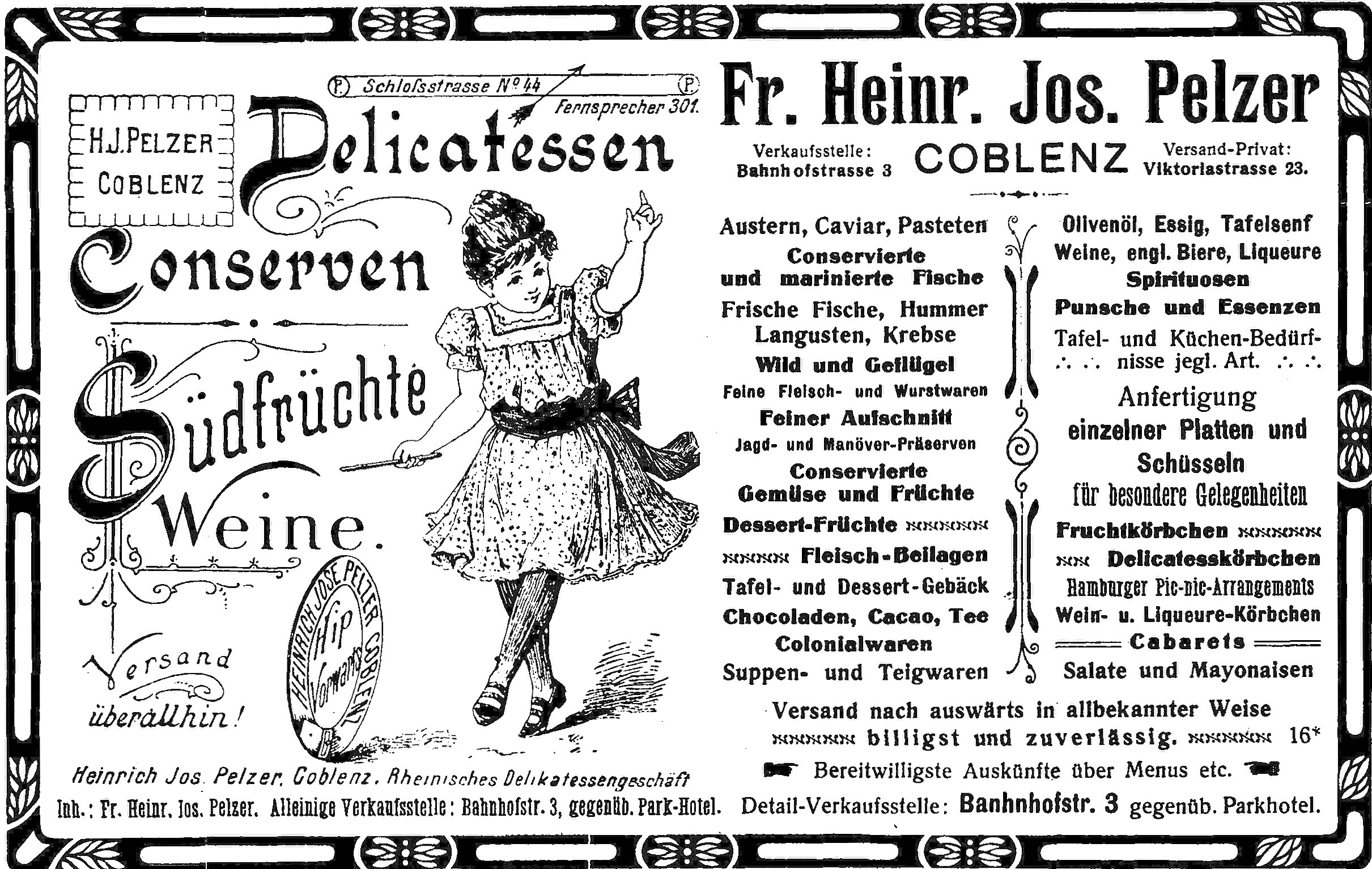
Werbeanzeige Delikatessengeschäft, Koblenz 1909

Zunächst bezog sich „Delicatesse“ auf die ästhetischen Einflüsse der französischen Kultur während des Absolutismus, die für Deutschland ein Vorbild darstellten. So wurde dem Lehnwort von den Sprachgesellschaften des Barock auch zunächst die Prägung „Zartgefühl“ gegenübergestellt.
Etwas „mit Delikatesse“ zu betreiben, hatte auch die Bedeutung, es mit Taktgefühl zu behandeln.

Im Deutschen Wörterbuch der Brüder Grimm hat Delikatesse keinen eigenen Eintrag, obwohl das Wort im Zusammenhang mit anderen Begriffen wie Leckerei erwähnt wird. Als Synonyme tauchen bei Grimm dafür Wörter wie Leckeressen, Leckermahl und Leckerbissen auf. In der Enzyklopädie von Johann Georg Krünitz ist Delicatesse ebenfalls ein Synonym für Leckerbissen. Seine Definition lautet: 

„Unter Lecker-Bissen, Leckereyen, oder Delicatessen, verstehe ich jede Sache, die, von einem gesunden Menschen genossen, die Nerven-Wärzchen seiner Zunge und seines Gaumens auf eine angenehme Art reizt, und deren Annehmlichkeit dadurch sehr vermehrt wird, wenn zugleich ein Wohlgeruch dabei statt findet.“

Die Lebensmittelindustrie verwendet den Begriff gerne als Zusatz für verschiedene Einmachprodukte wie Delikatessgurken und Delikatesshering.